# 청자 양각죽절문 병
청자 양각죽절문 병(靑磁 陽刻竹節文 甁)은 대나무 마디를 양각으로 새겨 넣은 고려청자 병이다. 삼성미술관 리움 소장이며, 1962년 12월 20일 대한민국의 국보 제169호로 지정 됐습니다.

## 개요
고려시대에 만들어진 청자병으로 높이 33.8cm, 입지름 8.4cm, 밑지름 13.5cm이다.
아가리는 나팔처럼 넓게 벌어졌고, 목은 길며 몸통 아랫부분은 풍만하다.
목에서 몸통 아랫 부분까지 대나무를 양각하였고, 대나무 마디는 두 줄의 음각선으로 표현하였다. 유약은 맑은 연녹색을 띠며 약간의 빙렬이 있다. 아가리에서 아랫 부분까지 부드럽고 유연하게 내려 온 아름다운 곡선이 운치가 있으며 몸통 아랫부분의 풍만함이 안정감을 주고 있다.
대나무를 모아 만든 형태로, 밑에서 위로 뻗은 대나무는 어깨부위를 지나며 두 줄기가 한 줄기로 합쳐져 매우 좁고 긴 목을 이룬다. 눈에 띄지 않지만 긴 목부분의 번잡함을 능숙하게 처리하였다. 

## 같이 보기
- 고려청자

## 참고 자료
- 청자 양각죽절문 병 - 국가유산청 국가유산포털